# راينهارد غروسمان
راينهارد غروسمان (بالألمانية: Reinhardt Grossmann)‏ هو فيلسوف ألماني، ولد في 10 يناير 1931 في برلين في ألمانيا، وتوفي في 2 يوليو 2010.